# مدیریت منابع
مدیریت منابع (انگلیسی: Resource management) در مطالعات سازمانی، به توسعه کارآمد و مؤثر منابع سازمان در زمان مناسب، اطلاق می‌گردد، که این منابع شامل منابع مالی، موجودی، مهارت‌های انسانی، منابع تولیدی یا فناوری اطلاعات باشند. مدیریت منابع همچنین از مباحث مهم در حوزه مدیریت پروژه به شمار می‌آید، که از دیدگاه مؤسسه مدیریت پروژه، بعنوان یکی از ده حوزه مهم در زمینه مدیریت بهینه پروژه محسوب می‌شود.